# Xã Mound Prairie, Quận Jasper, Iowa
Xã Mound Prairie (tiếng Anh: Mound Prairie Township) là một xã thuộc quận Jasper, tiểu bang Iowa, Hoa Kỳ. Năm 2010, dân số của xã này là 626 người.